# Diell
Diell (albanisch für Sonne) ist ein albanischsprachiger Popsong, mit dem Elhaida Dani das Festivali i Këngës 2014 gewann. Er wurde von Aldo Shllaku komponiert. Der Text stammt von Viola Trebicka und Sokol Marsi. Dani hätte mit diesem Titel Albanien beim Eurovision Song Contest 2015 in Wien vertreten sollen, jedoch wurde der Titel für den Wettbewerb zurückgezogen.

## Festivali i Këngës
Ende Oktober 2014 gab die Rundfunkanstalt Radio Televizioni Shqiptar bekannt, dass Elhaida Dani beim kommenden Festivali i Këngës teilnehmen würde. Am 14. Dezember 2014 wurde die Liste der teilnehmenden Lieder veröffentlicht, Danis Titel trug hierbei den Namen Të kërkoj. Sie trat im zweiten Halbfinale am 27. Dezember aus welchem sie sich für das Finale qualifizieren konnte. Dieses fand am 28. Dezember statt. Elhaida Dani trat in einem Teilnehmerfeld von 18 Beiträgen als letzte Sängerin an. Sie gewann den Wettbewerb mit 82 Punkten vor Bojken Lako und Lindita Halimi. Das Dirigat führte Jetmir Barbullushi.

## Musik und Text
Die Musik wurde von Aldo Shllaku komponiert, welcher außerdem das Orchesterarrangement schrieb. Der Text stammt von Viola Trebicka und Sokol Marsi. Das Lied wird durch das Klavier, die Gitarre, und Streicher eingeleitet. Kurz vor dem Refrain setzt die Schlagzeugbegleitung ein. Vor der Bridge findet ein Solo der E-Gitarre statt. Der Song endet in einem kurzen Crescendo. Der Text handelt von der Liebe des lyrischen Ichs zu einer anderen Person. Es vergleicht die Liebe der Person mit glühender Lava, welche den Körper der Sängerin durchfließe. Die Person sei wie die Sonne, welche die Kälte davontreibt.
Die Sängerin beschreibt das Lied als optimistisch und solle positive Energie übertragen. Es beschreibe, wie die Liebe das Leben eines Menschen verändern könne. Wenn man etwas oder jemanden liebe, so mache dieses Gefühl einen strahlender glücklicher als die Sonne.

## Beim Eurovision Song Contest
Da Dani mit dem Lied das Festivali i Këngës gewonnen hatte, sollte sie mit ihm Albanien beim Eurovision Song Contest 2015 in Wien vertreten. Kurz nach dem Festival gab die Interpretin an, dass sie Diell beim Grand Prix wahrscheinlich in Englisch singen werde. Außerdem kündigte sie eine umfassende Überarbeitung des Titels an. Im Februar 2015 gab die Sängerin auf Facebook bekannt, dass der Autor Aldo Shllaku aufgrund von persönlichen Gründen seine Erlaubnis, Diell beim ESC zu singen, zurückgezogen habe. Somit werde Dani nach Absprache mit dem Rundfunk weiterhin Albanien vertreten, jedoch mit einem neuen Lied.
Bereits kurz darauf gab sie bekannt, dass sie den Titel I’m Alive singen werde, welcher von Arbër Elshani und Christian Lekaj geschrieben wurde.

## Veröffentlichung und Rezeption
Diell wurde nie kommerziell veröffentlicht.
Der Kurier bezeichnete Diell als „romantische Ballade, die sich mit dem ausführlichen Anhimmeln des Liebsten beschäftigt“. Der Standard schrieb, dass Danis späterer Titel I'm Alive „in keinem großen Gegensatz“ zu Diell stünde.
Nick van Lith, Redakteur des Fanportals ESCXtra meinte, dass Diell in einer gekürzten Version beim ESC Erfolg gehabt hätte, jedoch vermutlich nicht in einer neu arrangierten und auf Englisch übersetzten Fassung. Es sei unverständlich, dass Dani die Ballade stimmlich nahezu perfekt gemeistert habe, jedoch beim Vortrag von I'm Alive in sich zusammengefallen sei. Wiwibloggs-Autor Ramadan Besin meinte, er habe beim Hören des Titels Gänsehaut gehabt, was seit Rona Nishlius Titel Suus nicht mehr passiert sei. Dennoch hätte der Titel möglicherweise nicht die Qualifikation aus dem Halbfinale beim Eurovision Song Contest überstanden. Außerdem hätten Fans in Foren ihren Unmut über den Titel ausgedrückt.